# Liste der Einträge im National Register of Historic Places in Los Angeles
Diese Liste der Einträge im National Register of Historic Places in Los Angeles nennt die 200 Objekte im National Register of Historic Places, die sich in der Stadt Los Angeles befinden. Bei siebzehn dieser Einträge handelt es sich um Historic Districts, also Denkmalschutzbezirke, die mehrere Gebäude und andere Bauwerke enthalten. Dazu gehören unter anderem der Hollywood Boulevard Business District, Little Tokyo Historic District oder der Broadway Theater District.
Zehn der Eintrage haben außerdem den Status einer National Historic Landmark: Angelus Temple, Baldwin Hills Village, Aline Barnsdall Complex, Bradbury Building, Eames House, die Lane Victory, Little Tokyo Historic District, Los Angeles Memorial Coliseum, die Ralph J. Scott und die Watts Towers of Simon Rodia.
Das erste Objekt, das in Los Angeles in das Register eingetragen wurde, war Rómulo Pico Adobe im Stadtteil Mission Hills, die Los Angeles Central Library in Downtown Los Angeles wurde gleich darauf eingetragen.
Drei der im Register eingetragenen historischen Substanzen sind keine Gebäude, sondern Schiffe. 21 aktuelle oder frühere Zweigstellen der Los Angeles Public Library, die selbst ein eingetragenes Objekt ist, sind ebenfalls im Register verzeichnet. Mindestens fünf Objekte haben einen Bezug zur Eisenbahn. Außerdem sind in der Liste sieben Tempel oder Kirchengebäude, jeweils vier Hotels, Theater, Postämter und Feuerwachen. Trotz der Bedeutung der Flugzeugindustrie in der Vergangenheit von Los Angeles stehen nur zwei Objekte auf der Liste, die auf diese Vergangenheit hinweisen. Mit zwei Küstenbatterien, einem Liberty-Schiff und den Drum Barracks ist auch die Anzahl militärischer Objekte in der Stadt Los Angeles im Register sehr niedrig.
Um in das Register aufgenommen zu werden, müssen die Objekte ihre historische Integrität bewahrt haben und in der Regel mindestens 50 Jahre alt sein. Der gegenwärtige Eigentümer darf nicht gegen die Aufnahme sein, was dazu führt, dass etliche historische Bauwerke in der Stadt im Register fehlen. Darunter sind etwa Bauwerke der Filmindustrie, etwa die Studios von Warner Bros., deren Bürogebäude allerdings eingetragen ist.
Die in das Register eingetragenen Objekte sind über das ganze Stadtgebiet verteilt, von San Pedro im Süden bis nach Chatsworth im San Fernando Valley und von Pacific Palisades im Westen bis nach Highland Park im Osten. 31 eingetragene Objekte befinden sich in Downtown Los Angeles; 24 in Hollywood, 14 in West Adams und 12 in San Pedro.

## Liste
Diese Liste basiert auf den Daten des National Park Service und ist auf dem Stand von 8. Mai 2009.
| [ 6 ] | Name                                                             | Bild                                      | Eintrag am    | Adresse | Stadtteil            | Bemerkungen |
| ----- | ---------------------------------------------------------------- | ----------------------------------------- | ------------- | --- | -------------------- | --- |
| 1     | 27th Street Historic District                                    |                                           | 11. Juni 2009 | an der Twenty-seventh Street                                                                                                  | South Los Angeles    | African Americans in Los Angeles MPS |
| 2     | 52nd Place Historic District                                     |                                           | 11. Juni 2009 | am E. 52nd Place | South Los Angeles    | African Americans in Los Angeles MPS |
| 3     | Al Malaikah Temple - Shrine Auditorium                           |                                           | 2. Apr. 1987  | 655 W. Jefferson Blvd. 34° 1′ 24″ N, 118° 16′ 49″ W                                                                           | University Park      | Hauptquartier des Al Malaikah Temples |
| 4     | Alvarado Terrace Historic District                               |                                           | 17. Mai 1984  | Alvarado Terr., Bonnie Brae and 14th Sts. 34° 2′ 42″ N, 118° 16′ 50″ W                                                        | Los Angeles          | Historischer Bezirk südwestlich der Downtown mit guterhaltenen Wohnsitzen aus der Zeit von 1902 bis 1907. |
| 5     | American Trona Corporation Building                              | image needed                              | 30. Aug. 1984 | Pacific Ave. 33° 43′ 3″ N, 118° 17′ 10″ W                                                                                     | San Pedro            | Etwa 1917 erbautes Industriegebäude; diente der Verarbeitung und Lagerung von Pottasche. |
| 6     | Andalusia                                                        |                                           | 21. Aug. 2003 | 1471-1475 Havenhurst Dr. 34° 5′ 52″ N, 118° 22′ 1″ W                                                                          | Hollywood            | Um einen Hof erbautes Appartementgebäude; von Arthur und Nina Zwebell entworfen. |
| 7     | Angels Flight Railway                                            |                                           | 13. Okt. 2000 | Hill St. 34° 3′ 5″ N, 118° 14′ 57″ W                                                                                          | Downtown Los Angeles | Standseilbahn zum Bunker Hill. |
| 8     | Angelus Mesa Branch                                              |                                           | 19. Mai 1987  | 2700 W. Fifty-second St. 33° 59′ 41″ N, 118° 19′ 20″ W                                                                        | Los Angeles          | 1929 erbaute Zweigbücherei. |
| 9     | Angelus Funeral Home                                             |                                           | 19. März 2009 | 1010 E. Jefferson Blvd. 34° 4′ 43,1″ N, 118° 15′ 28,2″ W                                                                      | South Los Angeles    | Von Paul R. Williams geplant und 1934 errichtet. |
| 10    | Angelus Temple                                                   |                                           | 27. Apr. 1992 | 1100 Glendale Blvd. 34° 4′ 35″ N, 118° 15′ 36″ W                                                                              | Echo Park            | |
| 11    | Atchison, Topeka, and Santa Fe Railway Steam Locomotive No. 3751 |                                           | 4. Okt. 2000  | 2435 E. Washington Blvd. 34° 1′ 2″ N, 118° 13′ 31″ W                                                                          | Los Angeles          | Restaurierte Dampflokomotive mit Northern-Radfolge (2’D2’); ursprünglich durch die Atchison, Topeka and Santa Fe Railway betrieben. |
| 12    | Avenel Cooperative Housing Project                               |                                           | 27. Feb. 2005 | 2839-2849 Avenel St. 34° 6′ 37″ N, 118° 16′ 3″ W                                                                              | Silver Lake          | Studienprojekt zum kooperativen Wohnen mit zehn Wohneinheiten; von Gregory Ain entworfen und 1947 erbaut. |
| 13    | Baldwin Hills Village                                            | Foto 2006                                 | 1. Apr. 1993  | 5300 Village Green 34° 1′ 12″ N, 118° 21′ 40″ W                                                                               | Baldwin Hills        | Wohnkomplex mit 627 Einheiten; in den 1930er Jahren erbaut, war diese Siedlung eine der ersten Satellitensiedlungen. |
| 14    | Banning House                                                    |                                           | 6. Mai 1971   | 401 E. M St. 33° 47′ 25″ N, 118° 15′ 26″ W                                                                                    | Wilmington           | Neoklassizistisches Wohnhaus, 1864 von Phineas Banning erbaut; wird seit 1936 als ein Museum genutzt. |
| 15    | Aline Barnsdall Complex                                          |                                           | 6. Mai 1971   | 4800 Hollywood Blvd. | East Hollywood       | Einschließlich Hollyhock House, einem 1919–1921 erbauten Gebäude, das von Frank Lloyd Wright entworfen wurde. |
| 16    | Battery John Barlow and Saxton                                   |                                           | 4. Mai 1982   | Fort MacArthur 33° 42′ 58″ N, 118° 17′ 41″ W                                                                                  | San Pedro            | Küstenverteidigungsbatterie; Teil von Fort MacArthur. |
| 17    | Battery Osgood-Farley                                            |                                           | 16. Okt. 1974 | Fort MacArthur Upper Reservation 33° 42′ 42″ N, 118° 18′ 22″ W                                                                | San Pedro            | Küstenverteidigungsbatterie; Teil von Fort MacArthur. |
| 18    | Susana Machado Bernard House and Barn                            |                                           | 4. Sep. 1979  | 845 S. Lake St. 34° 3′ 15″ N, 118° 16′ 44″ W                                                                                  | Los Angeles          | Neugotischer Wohnsitz in Pico-Union; durch John Parkinson 1901 entworfen. |
| 19    | Board of Trade Building                                          |                                           | 24. Jan. 2008 | 111 W. 7th St. 34° 2′ 40″ N, 118° 15′ 2″ W                                                                                    | Downtown Los Angeles | Im Beaux-Arts-Stil erbautes von Claud Beelman entworfenes Hochhaus; wurde ab 1930 als Sitz der California Stock Exchange genutzt. |
| 20    | Bolton Hall                                                      |                                           | 23. Nov. 1971 | 10116 Commerce Ave. 34° 15′ 10,1″ N, 118° 17′ 18,9″ W                                                                         | Tujunga              | 1913 erbautes Gemeinschaftshaus einer Utopistensiedlung; später als Townhall von Tujunga und als Heimatmuseum genutzt. |
| 21    | Bradbury Building                                                | Interior lacework and skylight.           | 14. Juli 1971 | 304 S. Broadway 34° 3′ 2″ N, 118° 14′ 50″ W                                                                                   | Downtown Los Angeles | 1893 erbaute architektonische Landmarke. |
| 22    | Bradbury House                                                   |                                           | 10. März 2010 | 102 Ocean Way 34° 1′ 38,7″ N, 118° 31′ 1″ W                                                                                   | Pacific Palisades    | |
| 23    | Eugene W. Britt House                                            |                                           | 17. Mai 1979  | 2141 W. Adams Blvd. 34° 1′ 59″ N, 118° 18′ 44″ W                                                                              | West Adams           | Wohnsitz im Colonial Revival; 1910 erbaut ist es heute Sitz der LA84 Foundation. |
| 24    | Broadway Theater and Commercial District                         |                                           | 9. Mai 1979   | 300-849 S. Broadway34° 2′ 48″ N, 118° 15′ 4″ W                                                                                | Downtown Los Angeles | Erster und größter historischer Theaterbezirk im National Register of Historic Places; mit zwölf Kinos in sechs Straßenblocks handelt es sich um die größte Konzentration von Kinos in den Vereinigten Staaten. |
| 25    | Brockman Building and New York Cloak and Suit House (annex)      |                                           | 21. Mai 2009  | 520 W. 7th St. 33° 44′ 16,3″ N, 118° 17′ 18,4″ W und 708 S. Grand Ave. 33° 44′ 14,5″ N, 118° 17′ 24,4″ W                      | Downtown Los Angeles | |
| 26    | Bryson Apartment Hotel                                           |                                           | 7. Apr. 1983  | 2701 Wilshire Blvd. 34° 3′ 40″ N, 118° 16′ 53″ W                                                                              | Mid-City             | 1913 erbaut sind das Zeichen auf dem Dach und die Löwen Wahrzeichen des Wilshire Blvd.; steht in enger Verbindung mit Werken Raymond Chandlers und dem Film Noir. |
| 27    | Building at 816 South Grand Avenue                               |                                           | 2. Dez. 2004  | 816 S. Grand Ave. 34° 2′ 50″ N, 118° 15′ 30″ W                                                                                | Downtown Los Angeles | 1924 erbautes Parkhaus von Claud Beelman; heute als South Park Lofts bekannt. |
| 28    | Bullock’s Wilshire Building                                      |                                           | 25. Mai 1978  | 3050 Wilshire Blvd. 34° 3′ 40″ N, 118° 17′ 15″ W                                                                              | Mid-City             | 1929 im Stil des Art déco fertiggestelltes Luxuskaufhaus; bekannt wegen seines 73 m hohen Turmes. |
| 29    | Ralph J. Bunche House                                            |                                           | 22. Mai 1978  | 1221 E. 40th Pl. 34° 0′ 37″ N, 118° 15′ 9″ W                                                                                  | South Los Angeles    | Haus, in dem der Friedensnobelpreisträger von 1950 in seiner Kindheit lebte; Ralph Bunche war der erste Afroamerikaner, der den Preis gewann. |
| 30    | Bungalow Court at 1516 N. Serrano Avenue                         |                                           | 16. Sep. 2010 | 1516–1528½ N. Serrano Ave. 34° 5′ 56″ N, 118° 18′ 24″ W                                                                       | East Hollywood       | |
| 31    | Bungalow Court at 1554 N. Serrano Avenue                         |                                           | 16. Sep. 2010 | 1554–1576 N. Serrano Ave. 34° 5′ 59″ N, 118° 18′ 24″ W                                                                        | East Hollywood       | |
| 32    | Bungalow Court at 1544 N. Serrano Avenue                         |                                           | 16. Sep. 2010 | 1544–1552 N. Serrano Ave. 34° 5′ 58″ N, 118° 18′ 24″ W                                                                        | East Hollywood       | |
| 33    | Bungalow Court at 1721 N. Kingsley Drive                         |                                           | 16. Sep. 2010 | 1721–1729½ N. Kingsley Dr. 34° 6′ 9″ N, 118° 18′ 14″ W                                                                        | Los Feliz            | |
| 34    | Cahuenga Branch                                                  |                                           | 19. Mai 1987  | 4591 W. Santa Monica Blvd. 34° 5′ 28″ N, 118° 17′ 17″ W                                                                       | East Hollywood       | Drittälteste Zweigbibliothek in der Stadt; entstand 1916 aufgrund einer Geldgabe von Andrew Carnegie. |
| 35    | The California Club                                              |                                           | 6. Juli 2010  | 538 South Flower St. 34° 5′ 28″ N, 118° 17′ 17″ W                                                                             | Downtown Los Angeles | |
| 36    | Campo de Cahuenga                                                |                                           | 19. Dez. 2003 | 3919 Lankershim Blvd. 34° 8′ 24″ N, 118° 21′ 42″ W                                                                            | Universal City       | Aus Adobe errichtetes Farmhaus; hier wurde der Vertrag von Cahuenga unterzeichnet. |
| 37    | Carroll Avenue, 1300 Block                                       |                                           | 22. Apr. 1976 | Carroll Ave. between Edgeware and Douglas Sts. 34° 4′ 1″ N, 118° 28′ 11″ W                                                    | Angelino Heights     | Straße mit Häusern aus der viktorianischen Ära; wird oft in Spielfilmen und Fernsehserien als Schauplatz verwendet. |
| 38    | Casa de Rosas                                                    |                                           | 14. Juli 2004 | 2600 S. Hoover St. 34° 1′ 48″ N, 118° 16′ 55″ W                                                                               | West Adams           | 1893 erbaut; diente als experimenteller Kindergarten, Mädchenschule, Sitz der Dianetics-Stiftung und als Unterkunft für wohnsitzlose Frauen. |
| 39    | SS Catalina                                                      |                                           | 1. Sep. 1976  | Berth 96, Los Angeles Harbor 33° 44′ 58″ N, 118° 16′ 23″ W                                                                    | San Pedro            | Das Dampfschiff transportierte 1924–1975 rund 25 Millionen Fahrgäste nach Santa Catalina Island; lief 1997 vor Ensenada, Baja California auf Grund und verrottet seitdem langsam vor Ort. |
| 40    | Wadsworth Chapel                                                 |                                           | 11. Feb. 1972 | Eisenhower Ave. 34° 3′ 18″ N, 118° 27′ 19″ W                                                                                  | West Los Angeles     | Getrennte katholische und protestantische Kapellen für die Bewohner des Veteranenwohnheims; ältestes Gebäude am Wilshire Boulevard. |
| 41    | Centinela Adobe                                                  |                                           | 2. Mai 1974   | 7634 Midfield Ave. 33° 58′ 3″ N, 118° 22′ 16″ W                                                                               | Westchester          | Das Adobe-Bauwerk aus dem Jahr 1834 gilt als „Birthplace of Inglewood“; heute ein Museum, das sich mit dem Gründer von Inglewood Daniel Freeman beschäftigt. |
| 42    | Chateau Colline                                                  |                                           | 22. Mai 2003  | 10335 Wilshire Blvd. 34° 4′ 11″ N, 118° 25′ 36″ W                                                                             | Westwood             | Appartementgebäude aus dem Jahr 1935; bekannt für seine bleiverglasten Fenster, Erker und aufsteigenden Terrassen, was ihm das Aussehen eines Schlosses gibt. |
| 43    | Mary Andrews Clark Memorial Home                                 |                                           | 5. Okt. 1995  | 306-336 S. Loma Dr. 34° 3′ 36″ N, 118° 15′ 51″ W                                                                              | Los Angeles          | Großes Bauwerk im Stil eines französischen Schlosses, das 1913 als Unterkunft für Arbeiterinnen des YWCA errichtet wurde; das Bauwerk wurde von William A. Clark zu Ehren seiner Mutter gestiftet. |
| 44    | Congregation B’nai B’rith                                        |                                           | 21. Dez. 1981 | 3663 Wilshire Blvd. 34° 3′ 45″ N, 118° 18′ 11″ W                                                                              | Mid-City             | Älteste Synagoge im Gebiet von Los Angeles; wurde 1929 im byzantinischen Stil errichtet. |
| 45    | Congregation Talmud Torah - Breed Street Shul                    |                                           | 4. Nov. 2001  | 247 N. Breed St. 34° 2′ 48″ N, 118° 12′ 31″ W                                                                                 | Boyle Heights        | Zwischen 1915 und 1951 größte orthodoxe Synagoge im Westen der Vereinigten Staaten |
| 46    | Crossroads of the World                                          |                                           | 8. Sep. 1980  | 6671 Sunset Blvd. 34° 5′ 55″ N, 118° 20′ 5″ W                                                                                 | Hollywood            | Ursprünglich die erste moderne Shopping Mall der Vereinigten Staaten; wird heute für Büros genutzt und oft als Drehort verwendet. |
| 47    | Richard Henry Dana Branch                                        |                                           | 19. Mai 1987  | 3320 Pepper St. 34° 5′ 27″ N, 118° 13′ 18″ W                                                                                  | Cypress Park         | Ehemalige Zweigbücherei der Los Angeles Public Library; das Gebäude ist nun geschlossen und steht leer. |
| 48    | Felipe De Neve Branch                                            |                                           | 19. Mai 1987  | 2820 W. Sixth St. 34° 3′ 46″ N, 118° 16′ 14″ W                                                                                | Mid-City             | 1929 erbaute Zweigbibliothek; nach dem spanischen Gouverneur Kaliforniens benannt, der die Stadtgründung beaufsichtigte. |
| 49    | Drum Barracks                                                    |                                           | 12. Feb. 1971 | 1053 Carey St. 33° 47′ 5″ N, 118° 15′ 24″ W                                                                                   | Wilmington           | Hauptquartier der Unionsarmee für Südkalifornien und das Arizona-Territorium während und nach dem Sezessionskrieg; heute ein Museum zur Thematik. |
| 50    | Eagle Rock Branch Library                                        |                                           | 19. Mai 1987  | 2224 Colorado Blvd. 34° 8′ 55″ N, 118° 12′ 51″ W                                                                              | Eagle Rock           | Ursprünglich eine Zweigbibliothek; wurde 1915 als Carnegie Library erbaut. |
| 51    | Eames House                                                      |                                           | 20. Sep. 2006 | 203 N Chautauqua Blvd. 34° 1′ 39″ N, 118° 31′ 8″ W                                                                            | Pacific Palisades    | 1949 von den Architekten Charles und Ray Eames erbaut; auch als Case Study House No. 8 bekannt. |
| 52    | Ebell of Los Angeles                                             |                                           | 6. Mai 1994   | 743 S. Lucerne Blvd. 34° 3′ 42″ N, 118° 19′ 27″ W                                                                             | Mid-City             | 1927 erbauter Komplex; in dem zugehörigen Theater mit 1270 Plätzen wurde Judy Garland entdeckt und Amelia Earhart machte hier ihren letzten öffentlichen Auftritt. |
| 53    | El Cabrillo                                                      |                                           | 30. März 2005 | 1832–1850 N. Grace Ave. 34° 6′ 17″ N, 118° 19′ 52″ W                                                                          | Hollywood            | Appartementhaus, das reich an Details ist und von Arthur und Nina Zwebell geplant wurde; 1928 durch Cecil B. DeMille in Auftrag gegeben und Wohnsitz verschiedener Hollywoodgrößen. |
| 54    | El Greco Apartments                                              |                                           | 3. Nov. 1988  | 817 N. Hayworth Ave. 34° 5′ 11″ N, 118° 21′ 44″ W                                                                             | Fairfax              | Appartementhaus im Spanish Revival Style, das 1929 in Westwood Village entstand und in den 1980er Jahren umgesiedelt wurde; früheres Wohngebäude von Erich von Stroheim, Michael Curtiz und Joel McCrea. |
| 55    | Engine Co. No. 27                                                |                                           | 24. Sep. 1985 | 1355 N. Cahuenga Blvd. 34° 5′ 45″ N, 118° 19′ 44″ W                                                                           | Hollywood            | Ehemalige Feuerwache, die heute ein Museum des Los Angeles Fire Department sowie ein Denkmal für im Dienst umgekommene Feuerwehrleute beherbergt. |
| 56    | Engine Company No. 28                                            |                                           | 16. Nov. 1979 | 644 S. Figueroa St 34° 2′ 59″ N, 118° 15′ 30″ W                                                                               | Downtown Los Angeles | Ehemalige Feuerwache, die in ein Restaurant umgewandelt wurde. |
| 57    | Engine House No. 18 (Los Angeles, California)                    |                                           | 29. Okt. 1982 | 2616 S. Hobart Blvd. 34° 1′ 56″ N, 118° 18′ 24″ W                                                                             | West Adams           | Ehemalige Feuerwache aus dem Jahr 1904; wurde im Mission Revival Style von John Parkinson erbaut. |
| 58    | Ennis House                                                      |                                           | 14. Okt. 1971 | 2607 Glendower Ave. 34° 6′ 58″ N, 118° 17′ 30″ W                                                                              | Los Feliz            | 1924 erbautes Wohnhaus, dessen Entwurf von Frank Lloyd Wright stammt. |
| 59    | Executive Office Building, Old Warner Brothers Studio            |                                           | 1. Nov. 2002  | 5800 Sunset Blvd. 34° 5′ 52″ N, 118° 18′ 59″ W                                                                                | Hollywood            | Ursprüngliches Studiogebäude von Warner Brothers; hier wurde der erste Tonfilm The Jazz Singer gedreht. |
| 60    | Exposition Park Rose Garden                                      |                                           | 28. März 1991 | Exposition Park an der Kreuzung von Exposition Blvd. und Vermont Ave. 34° 1′ 1″ N, 118° 17′ 6″ W                              | University Park      | Niedergekommener Rosengarten aus den 1920er Jahren; umfasst mehr als 20.000 Rosenbüsche und mehr als 200 Rosensorten. |
| 61    | Federal Reserve Bank of San Francisco, Los Angeles Branch        |                                           | 20. Sep. 1984 | 409 W. Olympic Blvd. 34° 2′ 34″ N, 118° 15′ 31″ W                                                                             | Downtown Los Angeles | Filiale der Feder Reserve Bank of San Francisco; im modernen Stil entworfen und 1929 erbaut. |
| 62    | Fire Station No. 14                                              |                                           | 17. März 2009 | 3401 S. Central Ave. 34° 0′ 45,9″ N, 118° 15′ 23,5″ W                                                                         | South Los Angeles    | African Americans in Los Angeles MPS |
| 63    | Fire Station No. 23                                              |                                           | 9. Juni 1980  | 225 E. 5th St. 34° 2′ 45″ N, 118° 14′ 45″ W                                                                                   | Downtown Los Angeles | Ehemalige 1910 erbaute Feuerwache, die auch als Hauptquartier und Wohnung des Feuerwehrchefs diente; Drehort für verschiedene Spielfilme, darunter Ghostbusters, Die Maske, Flatliners. |
| 64    | Fire Station No. 30-Engine Company No. 30                        |                                           | 17. März 2009 | 1401 S. Central Ave. 34° 0′ 45,9″ N, 118° 15′ 23,5″ W                                                                         | Downtown Los Angeles | African Americans in Los Angeles MPS |
| 65    | Samuel Freeman House                                             |                                           | 14. Okt. 1971 | 1962 Glencoe Way 34° 6′ 21″ N, 118° 20′ 14″ W                                                                                 | Hollywood            | Das 1922 erbaute Haus ist eines von vier in seiner Art, das Frank Lloyd Wright im Großraum Los Angeles baute. |
| 66    | 500 Varas Square-Government Reserve                              |                                           | 12. März 1986 | | San Pedro            | Das Land in der Nähe des Hafens wurde im 19. Jahrhundert für die Bundesregierung reserviert; später entstand hier Fort MacArthur. |
| 67    | Fremont, John C., Branch                                         |                                           | 19. Mai 1987  | 6121 Melrose Ave. 34° 5′ 1″ N, 118° 19′ 59″ W                                                                                 | Los Angeles          | 1927 erbaute Zweigbibliothek. |
| 68    | Friday Morning Club                                              | 1980 HABS photo                           | 17. Mai 1984  | 938-940 S. Figueroa St. 34° 2′ 44″ N, 118° 15′ 43″ W                                                                          | Downtown Los Angeles | Sitz eines 1923 gegründeten Frauenclubs |
| 69    | Garbutt House                                                    |                                           | 22. Juli 1987 | 1809 Apex Ave. 34° 5′ 23″ N, 118° 15′ 45″ W                                                                                   | Silver Lake          | 20-Zimmer-Wohnsitz mit Türen aus Stahl, dessen Dach und Wände aus Beton bestehen, das keine offenen Feuerplätze enthält, weil sich der Eigentümer vor Feuer fürchtete. |
| 64    | Garfield Building                                                |                                           | 25. Juni 1982 | 403 W. 8th St. 34° 2′ 42″ N, 118° 15′ 18″ W                                                                                   | Downtown Los Angeles | Dreizehnstöckiges Art-déco-Bauwerk; der Bau des von Claud Beelman projektierten Gebäudes dauerte von 1928 bis 1930. |
| 65    | General Petroleum Building                                       |                                           | 22. Juni 2004 | 612 S. Flower St. 34° 2′ 58″ N, 118° 15′ 24″ W                                                                                | Downtown Los Angeles | 1949 erbautes Hochhaus; einst Verwaltungssitz einer Ölgesellschaft; später in ein Appartementgebäude umgewandelt. |
| 66    | Gerry Building                                                   |                                           | 5. Juli 2003  | 910 S. Los Angeles St. 34° 2′ 27″ N, 118° 15′ 11″ W                                                                           | Downtown Los Angeles | Streamline-Moderne-Bauwerk im Fashion District, das ursprünglich der Produktion von Kleidung diente. |
| 67    | Glassell Park Elementary School                                  |                                           | 13. Apr. 2007 | 2211 West Avenue 30 34° 6′ 16″ N, 118° 14′ 1″ W                                                                               | Glassell Park        | Schulgebäude, das immer noch genutzt wird. |
| 68    | Golden Gate Theater                                              |                                           | 23. Feb. 1982 | 5170-5188 E. Whittier Blvd. 34° 1′ 12″ N, 118° 9′ 24″ W                                                                       | East Los Angeles     | 1927 erbautes Filmtheater; Gegenstand von Auseinandersetzungen der Denkmalschützer. |
| 69    | Golden State Mutual Life Insurance Building                      |                                           | 26. Juni 1998 | 4261 S. Central Ave. 34° 0′ 23″ N, 118° 15′ 21″ W                                                                             | South Los Angeles    | Hauptquartier eines der erfolgreichsten Unternehmen der Stadt im Besitz von Afroamerikanern, geplant von Paul R. Williams. |
| 70    | Granada Shoppes and Studios                                      |                                           | 20. Nov. 1986 | 672 S. Lafayette Park Pl. 34° 3′ 38″ N, 118° 16′ 57″ W                                                                        | Mid-City             | Komplex von Gebäuden um mehrere verbundene Innenhöfe aus dem Jahr 1927; vereinigte Büro, Studio und Wohnung unter einem Dach. |
| 71    | Guaranty Building (Hollywood, California)                        |                                           | 4. Sep. 1979  | 6331 Hollywood Blvd 34° 5′ 54″ N, 118° 19′ 36″ W                                                                              | Hollywood            | Beaux-Arts-Bürogebäude am Hollywood Boulevard, das von John C. Austin entworfen und 1923 fertiggestellt wurde. |
| 72    | Edward Alexander Kelley Hackett House                            |                                           | 22. Mai 2003  | 1317 S. Westlake Ave. 34° 2′ 43″ N, 118° 16′ 51″ W                                                                            | Los Angeles          | 1923 im Craftsman-Stil erbautes Haus. |
| 73    | Hale House                                                       |                                           | 22. Sep. 1972 | Heritage Sq., 3800 N. Homer St., Highland Park 34° 5′ 18″ N, 118° 12′ 25″ W                                                   | Highland Park        | Farbenprächtiges Gebäude im viktorianischen Stil aus dem Jahr 1885; wurde 1972 an seinen heutigen Standort im Heritage Square Museum verlegt. |
| 74    | Halifax Apartments                                               |                                           | 14. Okt. 1998 | 6376 Yucca St. 34° 6′ 13″ N, 118° 19′ 42″ W                                                                                   | Hollywood            | Appartementgebäude, das bei seiner Errichtung 1923 als „eines der größten und schönsten“ in Hollywood gerühmt wurde. |
| 75    | Hangar One (Los Angeles, California)                             |                                           | 30. Juli 1992 | 5701 W. Imperial Hwy. 33° 56′ 1″ N, 118° 23′ 1″ W                                                                             | Westchester          | |
| 76    | Heinsbergen Decorating Company Building                          |                                           | 20. Sep. 1984 | 7415 Beverly Blvd. 34° 4′ 35″ N, 118° 21′ 3″ W                                                                                | Mid-Wilshire         | Schlossähnliches Gebäude, das mit Wandmalereien von Anthony Heinsbergen ausgestattet ist; die Backsteine für den Bau stammten vom ursprünglichen Rathaus der Stadt. |
| 77    | Highland Park Masonic Temple                                     |                                           | 18. Jan. 1990 | 104 N. Avenue 56 34° 6′ 32″ N, 118° 11′ 37″ W                                                                                 | Highland Park        | Gut erhaltene Begegnungsstätte der Freimaurer aus dem Jahr 1923; der Versammlungsraum mit den ursprünglichen Kirschholzvertäfelungen dient nun als Bankettsaal. |
| 78    | Highland Park Police Station                                     |                                           | 22. März 1984 | 6045 York Blvd. 34° 7′ 8″ N, 118° 11′ 12″ W                                                                                   | Highland Park        | Frühere Polizeistation; das 1926 erbaute Gebäude dient nun als Museum der Polizei von Los Angeles. |
| 79    | Highland-Camrose Bungalow Village                                |                                           | 16. März 1989 | Kreuzung Highland und Camrose Ave. 34° 6′ 30″ N, 118° 20′ 51″ W                                                               | Hollywood            | Gruppe von Bungalows im Craftsman-Stil; wurden später zu Büros für Organisationen umgewandelt, die mit der nahegelegenen Hollywood Bowl verbunden sind. |
| 80    | Hollywood Boulevard Commercial and Entertainment District        |                                           | 4. Apr. 1985  | 6200-7000 Hollywood Blvd., N. Vine St., N. Highland Ave. und N. Ivar St. 34° 6′ 5″ N, 118° 20′ 2″ W                           | Hollywood            | Zu dem historischen Distrikt gehören unter anderem Grauman’s Chinese Theatre, Hollywood Wax Museum, Pantages Theatre und Capitol Records Tower. |
| 81    | Hollywood Cemetery                                               |                                           | 14. Mai 1999  | 6000 Santa Monica Blvd 34° 5′ 21″ N, 118° 19′ 5″ W                                                                            | Hollywood            | Don Adams, Mel Blanc (Epitaph lautet „That’s All Folks“), Cecil B. DeMille, Woody Herman, Peter Lorre, Tyrone Power, Bugsy Siegel, Rudolph Valentino und Fay Wray haben hier ihre Grabmale. |
| 82    | Hollywood Masonic Temple                                         |                                           | 28. Feb. 1985 | 6840 Hollywood Blvd. 34° 6′ 6″ N, 118° 20′ 27″ W                                                                              | Hollywood            | 1921 für die örtliche Loge der Freimaurer erbaut; unter anderem mit Billardraum und Ballsaal ausgestattet. |
| 83    | Hollywood Melrose Hotel                                          |                                           | 8. Juli 1992  | 5150-70 Melrose Blvd. 34° 5′ 0″ N, 118° 18′ 45″ W                                                                             | Hollywood            | |
| 84    | Hollywood Studio Club                                            |                                           | 25. Nov. 1980 | 1215 Lodi Pl. 34° 5′ 35″ N, 118° 19′ 22″ W                                                                                    | Hollywood            | Bis 1975 vom YMCA bewirtschaftete Pension; hier wohnten mehrfach für einige Zeit Marilyn Monroe, Ayn Rand, Donna Reed, Kim Novak, Shelley Winters, Rita Moreno, Barbara Eden und Sharon Tate |
| 85    | Holmes-Shannon House                                             |                                           | 26. März 2008 | 4311 Victoria Park Dr.34° 2′ 48″ N, 118° 19′ 42″ W                                                                            | Los Angeles          | |
| 86    | Hotel Chancellor                                                 |                                           | 3. Jan. 2006  | 3191 W. Seventh St. 34° 3′ 36″ N, 118° 17′ 37″ W                                                                              | Mid-City             | |
| 87    | Washington Irving Branch                                         |                                           | 19. Mai 1987  | 1803 S. Arlington Ave. 34° 2′ 22″ N, 118° 19′ 1″ W                                                                            | Los Angeles          | 1926 erbaute frühere Zweigstelle der Bibliothek. |
| 88    | Helen Hunt Jackson Branch                                        |                                           | 19. Mai 1987  | 2330 Naomi St. 34° 1′ 1″ N, 118° 15′ 8″ W                                                                                     | South Los Angeles    | 1926 erbaute frühere Zweigstelle der Bibliothek. |
| 89    | Jardinette Apartments                                            |                                           | 29. Dez. 1986 | 5128 Marathon St. 34° 5′ 5″ N, 118° 18′ 32″ W                                                                                 | Hollywood            | Eines der ersten Bauwerke der Moderne in den Vereinigten Staaten; von Richard Neutra entworfen. |
| 90    | Jefferson Branch                                                 |                                           | 19. Mai 1987  | 2211 W. Jefferson Blvd. 34° 1′ 20″ N, 118° 18′ 59″ W                                                                          | Los Angeles          | 1923 erbaute frühere Zweigstelle der Bibliothek. |
| 91    | Judson Studios                                                   |                                           | 25. März 1999 | 200 S. Avenue Sixty-Six 34° 6′ 49″ N, 118° 10′ 43″ W                                                                          | Highland Park        | Mitte der 1890er Jahre eröffnetes Unternehmen, das auf Buntglas spezialisiert ist. |
| 92    | Kerckoff Building and Annex                                      |                                           | 3. Aug. 2005  | 558-64 S. Main St. 34° 1′ 5″ N, 118° 14′ 52″ W                                                                                | Downtown Los Angeles | |
| 93    | George R. Kress House                                            |                                           | 25. Sep. 1998 | 2337 Benedict Canyon Dr. 34° 6′ 48″ N, 118° 26′ 5″ W                                                                          | Benedict Canyon      | |
| 94    | La Belle Tour                                                    |                                           | 22. Jan. 1988 | 6200 Franklin Ave. 34° 6′ 19″ N, 118° 19′ 24″ W                                                                               | Hollywood            | Appartement-Gebäude, das jahrelang als Hollywood Tower bekannt war. |
| 95    | SS Lane Victory                                                  |                                           | 14. Dez. 1990 | Berth 4, Port of San Pedro 33° 43′ 16″ N, 118° 16′ 26″ W                                                                      | San Pedro            | Victory-Schiff aus dem Zweiten Weltkrieg; heute ein Museumsschiff. |
| 96    | Lincoln Heights Branch                                           |                                           | 19. Mai 1987  | 2530 Workman St. 34° 4′ 34″ N, 118° 12′ 47″ W                                                                                 | Lincoln Heights      | Zweitälteste Zweigbibliothek in Los Angeles; 1916 erbaut entstand sie mit Mitteln von Andrew Carnegie. |
| 97    | Lincoln Theater                                                  |                                           | 17. März 2009 | 2530 Workman St. 34° 4′ 34″ N, 118° 12′ 47″ W                                                                                 | South Los Angeles    | African Americans in Los Angeles MPS |
| 98    | Little Tokyo Historic District                                   | Buddhistischer Tempel in Little Tokyo     | 22. Aug. 1986 | 301-369 First and 106-120 San Pedro Sts. 34° 3′ 2″ N, 118° 14′ 22″ W                                                          | Downtown Los Angeles | Kulturzentrum für Amerikaner japanischer Abstammung. |
| 99    | Los Altos Apartments                                             |                                           | 1. Juli 1999  | 4121 Wilshire Blvd. 34° 3′ 44″ N, 118° 19′ 0″ W                                                                               | Mid-City             | |
| 100   | Los Angeles Central Library                                      |                                           | 18. Dez. 1970 | 630 W. 5th St. 34° 3′ 1″ N, 118° 15′ 15″ W                                                                                    | Downtown Los Angeles | Die 1926 erbaute Bibliothek ist die drittgrößte öffentliche Bibliothek in den Vereinigten Staaten; der Bau spielt auf die Architektur des antiken Ägyptens an. |
| 101   | Los Angeles Harbor Light Station                                 |                                           | 14. Okt. 1980 | Los Angeles Harbor (San Pedro Breakwater) 33° 42′ 23″ N, 118° 14′ 53″ W                                                       | San Pedro            | Leuchtturm aus Stahlbeton im Hafen; einziges jemals in diesem Design gebaute Bauwerk. |
| 102   | Los Angeles Memorial Coliseum                                    |                                           | 27. Juli 1984 | 3911 S. Figueroa St. | University Park      | Freiluftstadion der Olympischen Sommerspiele 1932 und 1984 und Heimatstadion der U.S.C. Trojans; beherbergte auch den Super Bowl. |
| 103   | Los Angeles Nurses' Club                                         |                                           | 11. Mai 1995  | 245 S. Lucas Ave. 34° 3′ 37″ N, 118° 12′ 21″ W                                                                                | Los Angeles          | 1924 erbautes Clubhaus und Wohnheim für Krankenschwestern. |
| 104   | Los Angeles Pacific Company Ivy Park Substation                  |                                           | 25. März 1981 | 9015 Venice Blvd. 34° 1′ 34″ N, 118° 23′ 32″ W                                                                                | Palms                | |
| 105   | Los Angeles Plaza Historic District                              |                                           | 3. Nov. 1972  | Grob umgrenzt von Spring, Macy, Alameda und Arcadia Sts. sowie Old Sunset Blvd.                                               | Downtown Los Angeles | Historischer Distrikt an der Stelle der ersten Besiedelung der Stadt; einige der ältesten noch existierenden Gebäude von Los Angeles liegen innerhalb des Denkmalschutzbezirks. |
| 106   | Los Angeles Union Passenger Terminal                             |                                           | 13. Nov. 1980 | 800 N. Alameda St. | Downtown Los Angeles | 1939 eingeweihtes Bahnhofsgebäude; verbindet die Stile des Dutch Colonial Revival, des Mission Revival und der Streamline-Moderne. |
| 107   | Lovell House                                                     |                                           | 14. Okt. 1971 | 4616 Dundee Dr. 34° 7′ 5″ N, 118° 17′ 13″ W                                                                                   | Los Feliz            | Entworfen und gebaut von Richard Neutra zwischen 1927 und 1929. |
| 108   | Lummis House                                                     |                                           | 6. Mai 1971   | 200 E. Ave. 43 34° 5′ 35″ N, 118° 12′ 22″ W                                                                                   | Highland Park        | Auch als El Alisal bekannt, dient das aus Bruchsteinen gebaute Haus heute als Museum; wurde am Ende des 19. Jahrhunderts von Charles Lummis gebaut. |
| 109   | Machell-Seaman House                                             |                                           | 23. Juni 1988 | 2341 Scarff St. 34° 1′ 55″ N, 118° 16′ 46″ W                                                                                  | West Adams           | |
| 110   | Malabar Branch                                                   |                                           | 19. Mai 1987  | 2801 Wabash Ave. 34° 3′ 2″ N, 118° 11′ 47″ W                                                                                  | Boyle Heights        | Zweigstelle der Bibliothek; das 1926 erbaute Gebäude zeichnet sich durch die Ornamente über dem Eingang aus. |
| 111   | McCarty Memorial Christian Church                                |                                           | 17. Jan. 2002 | 4101 W. Adams Blvd. 34° 2′ 6″ N, 118° 19′ 44″ W                                                                               | West Adams           | Kirchengebäude im neugotischen Stil der 1932 als weiße Gemeinde gegründeten christlichen Kirche Disciples of Christ; Mitte der 1950er Jahre desegregiert. |
| 112   | Memorial Branch                                                  |                                           | 19. Mai 1987  | 4645 W. Olympic Blvd. 34° 3′ 22″ N, 118° 23′ 7″ W                                                                             | Los Angeles          | 1930 erbaute Nebenstelle der Bibliothek; 1930 erbaut; die Heraldik-Arbeiten in den Fenstern stammen von den Judson Studios. |
| 113   | Menlo Avenue-West Twenty-ninth Street Historic District          |                                           | 12. Feb. 1987 | Begrenzt von Adams Blvd., Ellendale, Thirtieth und Vermont Ave. 34° 1′ 48″ N, 118° 17′ 20″ W                                  | West Adams           | |
| 114   | Miller and Herriott House                                        |                                           | 16. Nov. 1979 | 1163 W. 27th St. 34° 1′ 50″ N, 118° 17′ 7″ W                                                                                  | West Adams           | Viktorianisches Haus; 1890 in North University Park erbaut. |
| 115   | Million Dollar Theater                                           |                                           | 20. Juli 1978 | 307 S. Broadway 34° 3′ 3″ N, 118° 14′ 53″ W                                                                                   | Downtown Los Angeles | Einer der ersten Filmtheaterpaläste, der in den Vereinigten Staaten erbaut wurde. |
| 116   | Mission San Fernando Rey de España - Convento Building           |                                           | 27. Okt. 1988 | 15151 San Fernando Mission Blvd. 34° 16′ 23″ N, 118° 27′ 40″ W                                                                | Mission Hills        | |
| 117   | Moneta Branch                                                    |                                           | 19. Mai 1987  | 4255 S. Olive St. 34° 0′ 21″ N, 118° 16′ 44″ W                                                                                | Los Angeles          | Frühere Zweigstelle der Bibliothek; das 1923 erbaute Gebäude ist auch als Junipero Serra Branch bekannt. |
| 118   | Montecito Apartments                                             |                                           | 18. Juli 1985 | 6650 Franklin Ave. 34° 6′ 18″ N, 118° 20′ 3″ W                                                                                | Hollywood            | 1935 erbaut; Art-déco-Gebäude, in dem unter anderen James Cagney, Mickey Rooney, Montgomery Clift und Ronald Reagan wohnten; wurde 1985 in eine Wohnanlage für Senioren mit niedrigem Einkommen umgewandelt. |
| 119   | Frederick Mitchell Mooers House                                  |                                           | 3. Juni 1976  | 818 S. Bonnie Brae St. 34° 3′ 12″ N, 118° 16′ 29″ W                                                                           | Los Angeles          | Wohnhaus von Frederick Mitchel Mooers, der nach zwei Jahrzehnten erfolgloser Erkundungen in der Mojave-Wüste die Yellow-Aster-Goldmine entdeckte; wird oft zur Illustration der viktorianischen Architektur an der Westküste verwendet. |
| 120   | Mount Pleasant House                                             |                                           | 12. Dez. 1976 | Heritage Sq., 3800 Homer St. 34° 5′ 17″ N, 118° 12′ 25″ W                                                                     | Highland Park        | |
| 121   | John Muir Branch Library                                         |                                           | 19. Mai 1987  | 1005 W. Sixty-fourth St. 33° 58′ 53″ N, 118° 17′ 24″ W                                                                        | South Los Angeles    | 1920 errichtete Zweigstelle der Bibliothek |
| 122   | Municipal Warehouse No. 1                                        |                                           | 21. Apr. 2000 | 2500 Signal St. 33° 43′ 15″ N, 118° 16′ 17″ W                                                                                 | San Pedro            | Ausgedehntes altes Lagerhaus. |
| 123   | Natural History Museum                                           |                                           | 4. März 1975  | 900 Exposition Blvd. 34° 1′ 1″ N, 118° 17′ 16″ W                                                                              | University Park      | 1913 eröffnet; mit seinen marmorverkleideten Wänden und der Kolonnadenhalle dient es oft als Filmdrehort. |
| 124   | Neutra Office Building                                           |                                           | 8. März 2004  | 2379 Glendale Boulevard 34° 6′ 0″ N, 118° 15′ 29″ W                                                                           | Silver Lake          | 1950–1970 von Richard Neutra gebautes Bürogebäude; das Bauwerk ist das einzige von Neutra projektierte kommerziell genutzte Gebäude, dessen ursprüngliches Aussehen noch intakt erhalten ist. |
| 125   | Richard and Dion Neutra VDL Research House II                    |                                           | 8. Mai 2009   | 2300 Silver Lake Blvd. 34° 5′ 54,4″ N, 118° 15′ 38,3″ W                                                                       | Silver Lake          | 1932 entstandenes Wohnhaus von Richard Neutra, das sein Sohn Dion Neutra nach einem Brand leicht modifiziert wieder aufbaute. |
| 126   | North Hollywood Branch                                           |                                           | 19. Mai 1987  | 5211 N. Tujunga Ave. 34° 9′ 58″ N, 118° 22′ 42″ W                                                                             | North Hollywood      | 1930 erbaute Zweigstelle der Bibliothek |
| 127   | North University Park Historic District                          |                                           | 11. Feb. 2004 | Grob begrenzt von Hoover St., Adams Blvd, 28th St. und Magnolia Ave. 34° 1′ 49″ N, 118° 17′ 4″ W                              | University Park      | |
| 128   | Old Santa Susana Stage Road                                      |                                           | 10. Jan. 1974 | Lage ist Verschlusssache | Chatsworth           | Route, die von den frühen Siedlern durch die Santa Susana Mountains zwischen dem San Fernando Valley und dem inneren Ventura County genommen wurde. |
| 129   | James Oviatt Building                                            |                                           | 11. Aug. 1983 | 617 S. Olive St. 34° 2′ 51″ N, 118° 15′ 14″ W                                                                                 | Downtown Los Angeles | |
| 130   | Pacific Electric Building                                        |                                           | 4. Sep. 1979  | 610 S. Main St. 34° 2′ 42″ N, 118° 15′ 9″ W                                                                                   | Downtown Los Angeles | |
| 131   | Minnie Hill Palmer House                                         |                                           | 4. Sep. 1979  | Chatsworth Park South 34° 15′ 40″ N, 118° 36′ 53″ W                                                                           | Chatsworth           | |
| 132   | Pellissier Building                                              |                                           | 23. Feb. 1979 | 3780 Wilshire Blvd. 34° 3′ 40″ N, 118° 18′ 28″ W                                                                              | Mid-City             | Zwölfstöckiger Stahlbeton-Büroturm auf einem zweistöckigen Unterbau mit Läden und dem Eingang zu einem Theater; mit blau-grünem Terracotta verkleidet. |
| 133   | Petitfils-Boos House                                             |                                           | 15. Feb. 2005 | 545 Plymouth Blvd. 34° 3′ 51″ N, 118° 19′ 19″ W                                                                               | Mid-City             | |
| 134   | Rómulo Pico Adobe                                                |                                           | 13. Nov. 1966 | 10940 Sepulveda Blvd. 34° 16′ 8″ N, 118° 28′ 3″ W                                                                             | Mission Hills        | 1853 erbauter Wohnsitz; ältestes noch existierendes Wohnhaus im San Fernando und zweitältestes in der Stadt Los Angeles insgesamt. |
| 135   | Pisgah Home Historic District                                    |                                           | 19. Dez. 2007 | 6026-6044 Echo St. & 6051 A-D Hayes St. 34° 6′ 38″ N, 118° 11′ 12″ W                                                          | Highland Park        | |
| 136   | Plaza Substation                                                 |                                           | 13. Sep. 1978 | 10 Olvera St. 34° 3′ 25″ N, 118° 14′ 13″ W                                                                                    | Downtown Los Angeles | Elektrische Umsetzstation, die 1904–1963 zum Straßenbahnnetz („Yellow Car“) der Los Angeles Railway gehörte. |
| 137   | Point Fermin Lighthouse                                          |                                           | 13. Juni 1972 | 805 Paseo Del Mar 33° 42′ 19″ N, 118° 17′ 34″ W                                                                               | San Pedro            | 1872 am Point Fermin erbauter Leuchtturm; heute ein der Öffentlichkeit zugängliches Museum. |
| 138   | Portal of the Folded Wings Shrine to Aviation and Museum         |                                           | 18. März 1998 | 10621 Victory Blvd. 34° 11′ 25″ N, 118° 21′ 38″ W                                                                             | North Hollywood      | Das 22 Meter hohe Denkmal aus Marmor mit Mosaiken und Skulpturen ist das Grabmal für 13 Luftfahrtpioniere; das 1924 als Eingang zum Pierce Brothers Valhalla Memorial Park Cemetery gebaute Bauwerk wurde 1953 zur letzten Ruhestätte für Piloten, Mechaniker und andere Flugpioniere.                                                                       |
| 139   | Prince Hall Masonic Temple                                       |                                           | 30. Juni 1989 | Berth 85 33° 59′ 50,5″ N, 118° 15′ 26″ W                                                                                      | South Los Angeles    | African Americans in Los Angeles MPS |
| 140   | Ralph J. Scott                                                   | Die Ralph J. Scott im Mai 2008            | 30. Juni 1989 | Berth 85 33° 43′ 56″ N, 118° 16′ 30″ W                                                                                        | San Pedro            | Feuerlöschboot des Los Angeles Fire Department; 2003 nach 78 Jahren außer Dienst gestellt, liegt es in der Nähe Los Angeles Maritime Museum in San Pedro vor Anker |
| 141   | Ralphs Grocery Store                                             |                                           | 30. Juli 1992 | 1142-54 Westwood Blvd. 34° 3′ 36″ N, 118° 26′ 37″ W                                                                           | Westwood             | Eines der ursprünglichen Bauwerke in Westwood Village; das 1929 erbaute Gebäude ist bekannt für seine von Ansel Adams fotografierte Rotunde |
| 142   | Ramsay-Durfee Estate                                             |                                           | 24. Juli 1989 | 2425 S. Western Ave. 34° 2′ 0″ N, 118° 18′ 34″ W                                                                              | West Adams           | Von Frederick Roehrig entworfener Herrensitz; 1908 erbaut. Befindet sich heute im Besitz der Barmherzigen Brüder vom heiligen Johannes von Gott |
| 143   | Rancho El Encino                                                 |                                           | 24. Feb. 1971 | 16756 Moorpark St. 34° 9′ 36″ N, 118° 28′ 22″ W                                                                               | Encino               | Historische spanische Vieh- und Schafranch, Kutschenrelais und Weizenfarm; das Gebäude aus dem 19. Jahrhundert besteht aus Adobe und Backstein und steht an einer warmen Quelle in der Nähe des Ventura Boulevards. |
| 144   | Frederick Hastings Rindge House                                  |                                           | 23. Jan. 1986 | 2263 Harvard Blvd. 34° 2′ 3″ N, 118° 18′ 22″ W                                                                                | West Adams           | |
| 145   | Will Rogers House                                                |                                           | 24. Feb. 1971 | 14253 Sunset Blvd. 34° 3′ 17″ N, 118° 30′ 43″ W                                                                               | Pacific Palisades    | 31-Zimmer-Landsitz mit 11 Bädern, sieben offenen Kaminen; umgeben von Stall, Reitplatz, Golfplatz und Polofeld; wurde 1944 in einen State Park umgewandelt. |
| 146   | Roosevelt Building                                               |                                           | 3. Juli 2007  | 727 W. Seventh St. 34° 1′ 3″ N, 118° 15′ 23″ W                                                                                | Downtown Los Angeles | |
| 147   | St. Andrews Bungalow Court                                       |                                           | 19. März 1998 | 1514-1544 N. St. Andrews Pl. 34° 5′ 53″ N, 118° 19′ 16″ W                                                                     | Hollywood            | |
| 148   | St. James Park Historic District                                 |                                           | 27. Sep. 1991 | Grob umgrenzt durch 21. und 23. Straße, Mount St. Mary's College, West Adams Blvd. und Union Ave. 34° 2′ 0″ N, 118° 16′ 48″ W | West Adams           | |
| 149   | St. John's Episcopal Church                                      |                                           | 5. Mai 2000   | 514 W. Adams Blvd. 34° 1′ 38″ N, 118° 16′ 29″ W                                                                               | West Adams           | 1925 erbautes Kirchenbauwerk. |
| 150   | San Fernando Building                                            |                                           | 31. Juli 1986 | 400-410 S. Main St. 34° 2′ 52″ N, 118° 15′ 11″ W                                                                              | Downtown Los Angeles | Neorenaissance-Bürogebäude aus dem Jahre 1906; Teil des Loftprojektes im Old Bank District. |
| 151   | San Pedro Municipal Ferry Building                               |                                           | 12. Apr. 1996 | Berth 84, Beginn der 6th St. 33° 44′ 18″ N, 118° 16′ 40″ W                                                                    | San Pedro            | 1941 als Bau der Works Project Administration entstandenes Abfertigungsgebäude für die Fähre nach Terminal Island; war bis 1963 in Betrieb, als die Vincent Thomas Bridge fertiggestellt und der Fährbetrieb beendet wurde. |
| 152   | Santa Fe Coast Lines Hospital                                    |                                           | 3. Jan. 2006  | 610-30 S. Louis St. 34° 2′ 16″ N, 118° 12′ 31″ W                                                                              | Boyle Heights        | Das Krankenhaus wurde ursprünglich für Angestellte der Atchison, Topeka and Santa Fe Railway erbaut; wurde später als Linda Vista Hospital bekannt. |
| 153   | Santa Fe Freight Depot                                           |                                           | 3. Jan. 2006  | 970 E. 3rd St. 34° 2′ 42″ N, 118° 13′ 54″ W                                                                                   | Downtown Los Angeles | Früheres Frachtdepot der Santa Fe Railroad, das im Jahr 2000 in die Architekturfakultät der Universität von Los Angeles umgewandelt wurde; das 1922 erbaute Gebäude ist eine Viertelmeile lang. |
| 154   | Sears, Roebuck & Company Mail Order Building                     |                                           | 21. Apr. 2006 | 2650 E. Olympic Blvd. 34° 1′ 24″ N, 118° 13′ 15″ W                                                                            | Boyle Heights        | Von 1927 bis 1992 war das Gebäude ein Verteilungszentrum für den Versandhändler Sears; der 167.445 m² große Komplex gilt als ikonische Landmarke der Eastside. |
| 155   | Second Baptist Church                                            |                                           | 17. März 2009 | 1100 E. 24th St. 34° 1′ 16,2″ N, 118° 15′ 22,3″ W                                                                             | South Los Angeles    | Werk von Paul R. Williams, eröffnet 1926. Galt zum Zeitpunkt der Errichtung als „most elaborated Baptist Church“ an der amerikanischen Westküste. |
| 156   | Second Church of Christ, Scientist                               |                                           | 2. Apr. 1987  | 946 W. Adams Blvd. 34° 2′ 8″ N, 118° 17′ 17″ W                                                                                | West Adams           | 1910 erbaut |
| 157   | Security Trust and Savings                                       |                                           | 18. Aug. 1983 | 6381-85 Hollywood Blvd. 34° 6′ 9″ N, 118° 19′ 42″ W                                                                           | Hollywood            | |
| 158   | Security-First National Bank of Los Angeles                      |                                           | 30. März 2005 | 529 Wilshire Blvd. 34° 3′ 45″ N, 118° 20′ 33″ W                                                                               | Downtown Los Angeles | Frühere Bankfiliale im Art-déco-Stil. |
| 159   | Smith Estate                                                     |                                           | 29. Okt. 1982 | 5905 El Mio Dr. 34° 6′ 53″ N, 118° 11′ 31″ W                                                                                  | Highland Park        | 1887 erbauter Wohnsitz im viktorianischen Stil; wurde später als Drehort für den Film Spider Baby verwendet. |
| 160   | Somerville Hotel                                                 |                                           | 17. Jan. 1976 | 4225 S. Central Ave. 34° 0′ 25″ N, 118° 15′ 21″ W                                                                             | South Los Angeles    | Das 1928 erbaute Gebäude ist auch als Dunbar Hotel bekannt; zentraler Punkt der afrikanisch-amerikanischen Gemeinschaft an der Central Avenue während der 1930er und 1940er Jahre; in dem zu Beginn der 1930er Jahre eröffneten Jazzclub traten Jazzgrößen wie Duke Ellington, Cab Calloway, Billie Holiday, Lionel Hampton, Count Basie und Lena Horne auf. |
| 161   | South Bonnie Brae Tract Historic District                        |                                           | 14. Jan. 1988 | 1026–1053 S. Bonnie Brae St. und 1830–1851 W. Eleventh St. 34° 3′ 0″ N, 118° 16′ 39″ W                                        | Mid-City             | |
| 162   | South Serrano Avenue Historic District                           |                                           | 28. Jan. 1988 | 400er Block der S. Serrano Ave. 34° 3′ 59″ N, 118° 18′ 20″ W                                                                  | Mid-City             | Historischer Distrikt mit Wohnhäusern im 400er Block an der South Serrano Avenue. |
| 163   | Southern California Gas Company Complex                          |                                           | 22. Juni 2004 | 800, 810, 820 und 830 S. Flower St. 34° 2′ 48″ N, 118° 15′ 31″ W                                                              | Downtown Los Angeles | |
| 164   | Southwest Museum                                                 | Southwest Museum from Sycamore-Grove Park | 11. März 2004 | 234 Museum Dr. | Mt. Washington       | Museum, Bibliothek und Archiv für thematische Sammlungen zu den Indianern Nordamerikas, der spanischen Kolonialzeit und der westamerikanischen Kunst; 1914 eröffnet ist das Museum derzeit (2008) geschlossen, um das Gebäude auf modernen Standard bezüglich seiner Erdbebensicherheit zu bringen.                                                          |
| 165   | John Sowden House                                                |                                           | 14. Juli 1971 | 5121 Franklin Ave. 34° 6′ 20″ N, 118° 18′ 0″ W                                                                                | Los Feliz            | Auch als Jaws House bekannt; wurde 1926 durch Frank Lloyd Wright erbaut. |
| 166   | Spring Street Financial District                                 |                                           | 10. Aug. 1979 | 354-704 S. Spring St. 34° 2′ 48″ N, 118° 14′ 59″ W                                                                            | Downtown Los Angeles | Einst als Wall Street des Westens bekannt, gehören zum alten Finanzviertel der erste Wolkenkratzer der Stadt und mehr als 20 weitere historische Gebäude entlang eines drei Häuserblocks langen Abschnittes der Spring Street |
| 167   | Robert Louis Stevenson Branch Library, Los Angeles               |                                           | 19. Mai 1987  | 803 Spence St. 34° 1′ 40″ N, 118° 11′ 50″ W                                                                                   | Boyle Heights        | 1927 erbaute Bibliothekzweigstelle. |
| 168   | Stimson House                                                    |                                           | 30. März 1978 | 2421 S. Figueroa St. 34° 1′ 47″ N, 118° 16′ 30″ W                                                                             | West Adams           | Das Richardsonian-Romanesque-Gebäude wurde 1891 als Wohnhaus eine Holzindustrie- und Bankmillionärs erbaut, der 1896 ein Attentat überlebte; später von einem Brauer bewohnt, wurde danach durch eine Studentenverbindung und ein Studentenwohnheim genutzt.                                                                                                 |
| 169   | Storer House                                                     |                                           | 28. Sep. 1971 | 8161 Hollywood Blvd. 34° 6′ 3″ N, 118° 21′ 57″ W                                                                              | Hollywood Hills      | 1923 erbaut; eines von fünf von Frank Lloyd Wright entworfenen Häusern im Mayan Revival Style im Großraum Los Angeles. |
| 170   | Streetcar Depot, West Los Angeles                                |                                           | 23. Feb. 1972 | Pershing und Dewey Avenue34° 3′ 27,1″ N, 118° 27′ 35,7″ W                                                                     | West Los Angeles     | Straßenbahndepot am Veterans Affairs Center in West Los Angeles. |
| 171   | Subway Terminal Building                                         |                                           | 2. Aug. 2006  | 417, 415, 425 S. Hill St., 416, 420 424 S. Olive St.34° 3′ 30″ N, 118° 15′ 1″ W                                               | Downtown Los Angeles | 1925 errichtetes Gebäude im Stil der Neorenaissance; ursprünglich die Endstation der „Hollywood Subway“ beherbergt das Bauwerk jetzt Luxuswohnungen. |
| 172   | Superior Oil Company Building                                    |                                           | 28. Feb. 2003 | 550 S. Flower St. 34° 3′ 1″ N, 118° 15′ 22″ W                                                                                 | Downtown Los Angeles | |
| 173   | Textile Center Building                                          |                                           | 15. Feb. 2005 | 315 E. Eighth St. 34° 2′ 27″ N, 118° 15′ 1″ W                                                                                 | Downtown Los Angeles | 1926 durch Florence Casler im Fashion District erbautes Gebäude; inzwischen in Appartements umgebaut. |
| 174   | Title Guarantee and Trust Company Building                       |                                           | 26. Juli 1984 | 401-411 W. 5th St. 34° 2′ 56″ N, 118° 15′ 3″ W                                                                                | Downtown Los Angeles | Art-déco-Hochhaus am Pershing Square, inzwischen in Loftwohnungen umgebaut. |
| 175   | C. E. Toberman Estate                                            |                                           | 15. Sep. 1983 | 1847 Camino Palmero 34° 6′ 20″ N, 118° 20′ 57″ W                                                                              | Hollywood            | Gebäude im Missionsstil, das Charles Toberman gehörte. |
| 176   | The Town House                                                   |                                           | 15. Dez. 1997 | 2959-2973 Wilshire Blvd. and 607-643 S. Commonwealth Ave. 34° 3′ 44″ N, 118° 17′ 5″ W                                         | Mid-City             | |
| 177   | Twentieth Street Historic District                               |                                           | 22. Juli 1991 | 912-950 20th St. (gerade Nummern) 34° 2′ 9″ N, 118° 16′ 44″ W                                                                 | Los Angeles          | Bungalow und weitere Häuser im 900er Block an der Südseite der Twentieth Street. |
| 178   | Twenty-eighth Street YMCA                                        |                                           | 17. März 2009 | 1006 E. 28th St. 34° 1′ 1,7″ N, 118° 15′ 26,4″ W                                                                              | South Los Angeles    | African Americans in Los Angeles MPS |
| 179   | U.S. Court House and Post Office                                 |                                           | 9. Feb. 2006  | 312 N. Spring St. 34° 3′ 18,2″ N, 118° 14′ 32,9″ W                                                                            | Downtown Los Angeles | |
| 180   | U.S. Post Office Hollywood Station                               |                                           | 11. Jan. 1985 | 1615 N. Wilcox Ave. 34° 6′ 0″ N, 118° 19′ 50″ W                                                                               | Hollywood            | Von der WPA in Auftrag gegebenes Postamt im Art déco, das 1937 von Claud Beelman entworfen wurde; entwickelte sich zum Aufbewahrungsort für unzustellbare Liebesbriefe an Filmstars wie Clark Gable, Judy Garland und andere. |
| 181   | U.S. Post Office Los Angeles, Terminal Annex                     |                                           | 11. Jan. 1985 | 900 Alameda St. 34° 3′ 30″ N, 118° 14′ 7″ W                                                                                   | Downtown Los Angeles | im Mission Revival Style erbautes Gebäude, das von Gilbert Stanley Underwood entworfen wurde; 1940–1989 Hauptpostabfertigungsgebäude für Los Angeles. |
| 182   | U.S. Post Office San Pedro                                       |                                           | 11. Jan. 1985 | 839 S. Beacon St. 33° 44′ 11″ N, 118° 16′ 47″ W                                                                               | San Pedro            | 1935 erbautes historisches Postamt; das Bauwerk im Stil der Stromlinienmoderne war ein Bau der Works Project Administration. |
| 183   | Van Buren Place Historic District                                |                                           | 10. Aug. 1989 | 2620-2657 Van Buren Pl. 34° 1′ 55″ N, 118° 17′ 45″ W                                                                          | West Adams           | 1903–1916 erbaute Wohnhäuser im 2600er Block am Van Buren Place. |
| 184   | Van Nuys Branch                                                  |                                           | 19. Mai 1987  | 14553 Sylvan Way 34° 11′ 5″ N, 118° 26′ 59″ W                                                                                 | Van Nuys             | 1926 erbaute ehemalige Zweigstelle der Bibliothek. |
| 185   | Venice Branch                                                    |                                           | 19. Mai 1987  | 610 California Ave. 33° 59′ 28″ N, 118° 28′ 29″ W                                                                             | Venice               | 1930 errichtete frühere Zweigstelle der Bibliothek. |
| 186   | Venice Canal Historic District                                   |                                           | 30. Aug. 1982 | Grob umgrenzt von Grand, Carroll, Eastern und Sherman Canals. 33° 59′ 1″ N, 118° 27′ 55″ W                                    | Venice               | Venice ist für seine künstlichen Kanäle bekannt; der Stadtteil wurde 1905 durch den Landerschließer Abbott Kinney erbaut. |
| 187   | Venice of America House                                          |                                           | 9. Apr. 2001  | 1223 Cabrillo Ave. 33° 59′ 26″ N, 118° 28′ 4″ W                                                                               | Venice               | |
| 188   | Vermont Square Branch                                            |                                           | 19. Mai 1987  | 1201 W. Forty-eighth St. 33° 59′ 59″ N, 118° 17′ 42″ W                                                                        | South Los Angeles    | Älteste Bibliothekzweigstelle, 1913 erbaut; Beispiel einer Carnegie-Bücherei. |
| 189   | Villa Bonita                                                     |                                           | 12. Sep. 1986 | 1817 Hillcrest Rd. 34° 6′ 17″ N, 118° 20′ 19″ W                                                                               | Hollywood            | |
| 190   | Warner Brothers Theatre                                          |                                           | 21. Jan. 1999 | 478 W. 6th St. 33° 44′ 19″ N, 118° 17′ 29″ W                                                                                  | San Pedro            | Historisches Kinotheater, das am 20. Januar 1931 eröffnet wurde. |
| 191   | Watts Station                                                    |                                           | 15. März 1974 | 1686 E. 103rd St. 33° 56′ 35″ N, 118° 14′ 32″ W                                                                               | Watts                | 1904 erbaute Eisenbahnstation für die Red Cars der Pacific Electric Railway; einziges Bauwerk, das an der „Charcoal Alley“ während des Watts-Aufruhrs nicht beschädigt wurde. |
| 192   | Watts Towers of Simon Rodia                                      |                                           | 13. Apr. 1977 | 1765 E. 107th St. 33° 56′ 19,4″ N, 118° 14′ 27,8″ W                                                                           | Watts                | Skulptur aus siebzehn miteinander verbundenen Objekten, die der italienische Einwanderer Simon Rodia zwischen 1921 und 1954 gefunden hat. |
| 193   | Whitley Court                                                    |                                           | 28. Juli 2004 | 1720–1728 1/2 Whitley Ave. 34° 6′ 8″ N, 118° 19′ 56″ W                                                                        | Hollywood            | Ensemble von Bungalows im spanischen Kolonialstil und einem zweistöckigen Haus im Colonial Revival; entstanden zwischen 1903 und 1919 nördlich des Hollywood Boulevards. |
| 194   | Whitley Heights Historic District                                |                                           | 19. Aug. 1982 | Grob umgrenzt von Franklin, Highland, Cahuenga und Fairfield Avenue 34° 6′ 27″ N, 118° 20′ 3″ W                               | Hollywood            | In den 1920er Jahren entstandenes Stadtviertel oberhalb von Hollywood, in dem Filmstars wie Rudolph Valentino, Jean Harlow, Charlie Chaplin, Bette Davis, W.C. Fields und Gloria Swanson wohnten. |
| 195   | Wilmington Branch                                                |                                           | 19. Mai 1987  | 309 W. Opp St. 34° 3′ 13″ N, 118° 16′ 6″ W                                                                                    | Wilmington           | 1927 erbaute Zweigbibliothek. |
| 196   | Wilshire Branch                                                  |                                           | 19. Mai 1987  | 149 N. Saint Andrews Pl. 34° 4′ 28″ N, 118° 18′ 39″ W                                                                         | Mid-City             | 1926 erbaute Zweigbibliothek. |
| 197   | Warren Wilson Beach House                                        |                                           | 17. Juli 1986 | 15 Thirtieth St. 33° 58′ 47″ N, 118° 27′ 57″ W                                                                                | Venice               | |
| 198   | Wilton Historic District                                         |                                           | 24. Juli 1979 | S. Wilton Pl., S. Wilton Dr. und Ridgewood Pl. 34° 4′ 16″ N, 118° 18′ 47″ W                                                   | Mid-City             | |
| 199   | Young's Market Company Building                                  |                                           | 15. Juni 2004 | 1610 W. Seventh St. 34° 3′ 14″ N, 118° 16′ 14″ W                                                                              | Los Angeles          | In den 1920er Jahren entstandenes Markt- und Bürogebäude, das in Loftwohnungen umgewandelt wurde. |
| 200   | Ziegler Estate                                                   |                                           | 27. Juni 2002 | 4601 N. Figueroa Blvd. 34° 5′ 55″ N, 118° 12′ 16″ W                                                                           | Highland Park        | |